# باری (شهر)، ورمانت
باری (شهر)، ورمانت (به انگلیسی: Barre (city), Vermont) یک سکونتگاه مسکونی در ایالات متحده آمریکا است که در شهرستان واشینگتن، ورمانت واقع شده‌است.

## خصوصیات
باری ۱۰٫۴ کیلومترمربع مساحت و ۸٬۸۳۷ نفر جمعیت دارد و ۱۸۶ متر بالاتر از سطح دریا واقع شده‌است.